# Уваров, Василий Игнатьевич
Василий Игна́тьевич Ува́ров (род. 19 августа 1944, с. Черногрязка, Орловская область) — советский и российский политический и государственный деятель. В 2002-2006 годах занимал пост мэра города Орла.

## Биография
Родился 19 августа 1944 года в селе Черногрязка Болховского района Орловской области. Был восьмым ребёнком в многодетной семье.
После школы окончил с отличием сельскохозяйственный техникум. Военную службу проходил в ракетных войсках на территории БССР. После демобилизации отправился в Орёл и пришёл на завод «Текмаш». Работу на заводе — сперва в качестве технолога, а затем — мастера, совмещал с учёбой на вечернем отделении Орловского машиностроительного института, где был избран комсомольским лидером.
Уваров несколько лет занимал пост председателя Советского райисполкома, на котором занимался ведением социально-хозяйственного развития района, курировал работу предприятий.
В 1992 году был назначен начальником управления промышленности администрации Орловской области, а в 1999 году, после выделения из состава Железнодорожного района Орла Северного района, стал главой этой территориальной единицы.
В марте 2002 года депутаты Орловского городского Совета избрали Уварова главой администрации (мэром) города Орла. В этой должности он находился до 2006 года. Преемником Уварова стал Александр Касьянов.
3 мая 2013 года в Орле в подъезде своего дома по адресу улица Новикова, 13, тремя выстрелами из ТТ был убит его сын, заместитель руководителя Департамента науки, промышленной политики и предпринимательства Москвы — 35-летний Андрей Уваров, в прошлом, благодаря должности своего отца, успешный орловский бизнесмен. Не пережив гибели сына, 13 мая умерла жена Уварова В. И.